# Красный Бор (Лодейнопольский район)
Красный Бор — деревня в Алёховщинском сельском поселении Лодейнопольского района Ленинградской области.

## История
Сборник Центрального статистического комитета описывал деревню так:

КРАСНЫЙ БОР — деревня деревня бывшая государственная при озере Белом, дворов — 54, жителей — 292; Волостное правление, часовня. (1885 год)

В конце XIX — начале XX века деревня административно относилась к Красноборской волости 2-го стана 2-го земского участка Тихвинского уезда Новгородской губернии.

КРАСНЫЙ БОР — деревня Красноборского сельского общества, число дворов — 74, число домов — 83, число жителей: 215 м. п., 210 ж. п.; 

Занятие жителей — земледелие. Озеро Карабановское. Волостное правление, земская школа, часовня, 2 мелочных лавки, винная лавка. (1910 год)

Согласно карте Ленинградской области Северо-западного аэрогеодезического треста ГГУ издания 1932 года, входящая в большую деревню Красный Бор деревня Коробаново насчитывала 18 крестьянских дворов, деревня Силкино — 9 и деревня Яшкино — 6 дворов.
По данным 1933 года деревня Силкино являлась административным центром Красноборского сельсовета Оятского района, в который входили 8 населённых пунктов: деревни Карабанова, Силкино, Яшкино (части современной деревни Красный Бор), Никифорково, Тимотино, Федорково, Фетиха и выселок Ащина, общей численностью населения 696 человек.
По данным 1936 года в состав Красноборского сельсовета с центром в деревне Красный Бор входили 7 населённых пунктов, 122 хозяйства и 2 колхоза.

Деревня Красный Бор на карте РККА 1940 года

Согласно топографической карте РККА 1940 года деревня состояла из трёх частей: Карабаново, Силкино и Яшкино.
В 1961 году население деревни составляло 184 человека.
По данным 1966, 1973 и 1990 годов деревня Красный Бор входила в состав Тервенического сельсовета.
В 1997 году в деревне Красный Бор Тервенической волости проживали 23 человека, в 2002 году — 40 человек (русские — 80 %).
В 2007 году в деревне Красный Бор Алёховщинского СП проживали 18 человек, в 2010 году — 16, в 2014 году — 8 человек.

## География
Деревня расположена в юго-восточной части района на автодороге 41К-019 (Явшиницы — Хмелезеро).
Расстояние до административного центра поселения — 28 км.
Расстояние до ближайшей железнодорожной станции Лодейное Поле — 77 км.
Через деревню протекает ручей Вадога, приток реки Ащина, близ деревни имеется несколько озёр.

## Демография
| 1885 | 1910 | 1961 | 1997 | 2007 | 2010 | 2014 |
| ---- | ---- | ---- | ---- | ---- | ---- | ---- |
| 292  | ↗425 | ↘184 | ↘23  | ↘18  | ↘16  | ↘8   |
| 2015 | 2016 | 2017 |      |      |      |      |
| ↘6   | ↘4   | ↗5   |      |      |      |      |

### Национальный состав
Согласно данным Всероссийской переписи населения 2021 года в деревне проживали 11 человек, все русские.

## Инфраструктура
На 1 января 2014 года в деревне было зарегистрировано: хозяйств — 8, частных жилых домов — 63
На 1 января 2015 года в деревне зарегистрировано: хозяйств — 4, жителей — 6.